# Rut Carballido Lopez
Rut Carballido Lopez és una microbiòloga d'origen espanyol i líder d'equip d'investigació a França. Va guanyar el premi Irène-Joliot-Curie el 2015.
Dirigeix l'equip de desenvolupament de les cèl·lules procariotes a l'Institut Micalis, una unitat mixta que investiga associant la INRA i AgroParisTech. És membre de l'Organització europea de biologia moléculair. Ha rebut el premi Irène-Joliot-Curie com a jove dona científica de l'any 2015 pels seus treballs sobre els papers dels actines bacterians a diferents processos cel·lulars, sobretot a la morfogenesi, per comprendre millor com és controlada la paret de les bacteries i quin és el paper del citoesquelet en aquest procés,

## Publicacions
- The Bacterial Actin-Like Cytoskeleton . DOI 10.1128/MMBR.00014-06.